# 歌う青春カーニバル
『歌う青春カーニバル』（うたうせいしゅんカーニバル）は、1965年5月19日から同年6月16日までフジテレビ系列局で放送されていたフジテレビ製作の音楽バラエティ番組である。全5回。放送時間は毎週水曜 19:00 - 19:30 （日本標準時）。
前番組『ラップ・ラップ・ショー』から引き続き本間千代子と鈴木やすし（後の鈴木ヤスシ）と和田弘とマヒナスターズが出演。『勝ち抜きエレキ合戦』開始までのつなぎ番組として放送された。

## 出演者

### レギュラー
- 本間千代子
- 鈴木やすし
- クール・キャッツ
- 堺正章

### その他の主な出演者
- 和田弘とマヒナスターズ
- 北原謙二
- 美樹克彦
- ほか

| フジテレビ系列 水曜19:00枠                              | フジテレビ系列 水曜19:00枠                           | フジテレビ系列 水曜19:00枠                                  |
| 前番組                                                  | 番組名                                               | 次番組                                                      |
| ------------------------------------------------------- | ---------------------------------------------------- | ----------------------------------------------------------- |
| ラップ・ラップ・ショー （1965年3月3日 - 1965年5月12日） | 歌う青春カーニバル （1965年5月19日 - 1965年6月16日） | サトウ 勝ち抜きエレキ合戦 （1965年6月23日 - 1965年8月25日） |